# Fernando Echeverría
Fernando Echeverría Vial (né le 4 septembre 1953) est un ingénieur civil et homme politique chilien, ministre de l'Énergie sous le premier gouvernement de Sebastián Piñera.

## Parcours scolaire
Fernando Echeverria étudie au Collège Saint-Ignace de Santiago, puis poursuit ses études supérieures avec une spécialisation dans le génie civil à Université pontificale catholique du Chili de 1972 à 1978. Il obtient un diplôme en gestion d'entreprise de l'Université du Chili,,,.